# Epactoides mahaboi
Epactoides mahaboi là một loài bọ cánh cứng trong họ Bọ hung (Scarabaeidae).